# Referéndum sobre la iniciativa del proceso autonómico de Andalucía
El Referéndum sobre la iniciativa del proceso autonómico de Andalucía se celebró el 28 de febrero de 1980 en las provincias españolas de Almería, Cádiz, Córdoba, Granada, Huelva, Jaén, Málaga y Sevilla.
Las ocho diputaciones provinciales andaluzas y el 97% de los municipios de la región se había pronunciado a favor de canalizar la iniciativa autonómica de Andalucía por la vía estableciada en el artículo 151 de la Constitución española de 1978, por lo que el referéndum era el tercer y último requisito exigido para el acceso a la autonomía de la región establecido en dicho artículo. Fue el primer y el único referéndum de acceso a la autonomía planteado por esta vía en España.

## Campaña
La UCD, partido que estaba en el Gobierno de España en ese momento, quería canalizar el proceso autonómico de las regiones de España por la vía del artículo 143, a excepción del País Vasco, Cataluña y Galicia, llamadas comunidades autónomas "históricas", por haber conseguido estatuto de autonomía política durante la Segunda República Española. Por ello hizo campaña pidiendo la abstención o el voto en blanco en dicho referéndum, a la que se sumó en el mismo sentido Alianza Popular. El argumento político del gobierno era que la autonomía política de Andalucía estaría garantizada tanto por la vía del artículo 143 como por el artículo 151, pero que esta última daría el control del proceso autonómico a los partidos de izquierda. Éstos, en cambio, defendieron que el resultado positivo del referéndum y el consiguiente acceso a la autonomía por vía del artículo 151 determinaría que las cotas de autonomía de la futura comunidad autónoma fueran semejantes a las alcanzadas por el País Vasco, Cataluña y Galicia. La Junta Preautonómica de Andalucía, con mayoría de izquierda, también se pronunció a favor del sí. Unión Nacional fue la única fuerza política que pidió el no.
La campaña resultó la más conflictiva en la región desde las elecciones generales del 15 de junio de 1977. Se criticó que el Gobierno no ofreciera las garantías democráticas necesarias para la celebración de la consulta porque, a diferencia de las campañas de los referendos de Cataluña y el País Vasco, en Andalucía se prohibió a los medios de comunicación estatales contratar propaganda sobre la consulta. Lo cual resultaba especialmente perjudicial en las provincias de Almería, Córdoba, Huelva y Jaén, porque en ellas sólo había medios de comunicación estatales. En las anteriores consultas, el gobierno había permitido al Consejo General Vasco y al Presidente de la Generalidad de Cataluña aparecer en Televisión Española para defender su posición favorable a estatutos de autonomía, sin embargo al presidente de la Junta de Andalucía le fue denegado. El Gobierno justificó la medida argumentando la falta de neutralidad institucional de la campaña de la Junta, orientada a favor del sí, lo cual, aun siendo lo adecuado en una campaña democrática, contrastaba con lo permitido en el País Vasco y Cataluña y suponía un importante agravio comparativo, pues la Generalidad y el Consejo General Vasco habían promovido el voto afirmativo y la no abstención. Además, en las normas complementarias que regulaban la consulta y en las propias papeletas de voto el Gobierno excluyó los términos "Andalucía" y "autonomía", usando enunciados especialmente farragosos, que fueron criticados como promotores de la confusión, del voto negativo y de la abstención. En este sentido la pregunta de las papeletas fue la siguiente:

¿Da usted su acuerdo a la ratificación de la iniciativa prevista en el artículo ciento cincuenta y uno de la Constitución a efectos de la tramitación por el procedimiento establecido en dicho artículo?

## Resultados
Los resultados fueron los siguientes:
| Votos emitidos        | 2.843.820 | 64,2%   |
| Abstención            | 1.586.536 | 35,8%   |
| Censo                 | 4.430.356 | 100%    |
| de los votos emitidos |           |         |
| Votos válidos         |           |         |
| Votos nulos           | 12.576    |         |
| Total                 |           | 100,00% |
| de los votos válidos  |           |         |
| A favor               | 2.472.287 |         |
| En contra             | 152.438   |         |
| Blancos               | 200.210   |         |
| Total                 |           | 100,00% |

### Resultados por provincias
| Provincia | Censo electoral | Censo escrutado | A favor   | %      | En contra | %     | En blanco | %     | Nulos  | %     | Total votantes | %      | Total abstenciones | %      |
| --------- | --------------- | --------------- | --------- | ------ | --------- | ----- | --------- | ----- | ------ | ----- | -------------- | ------ | ------------------ | ------ |
| Almería   | 285.139         | 100%            | 119.550   | 42,07% | 11.450    | 4,02% | 12.527    | 4,40% | 1.413  | 0,49% | 144.940        | 51,01% | 139.199            | 48,98% |
| Cádiz     | 664.109         | 100%            | 367.828   | 55,38% | 13.411    | 2,01% | 24.208    | 3,64% | 2.830  | 0,42% | 408.277        | 61,47% | 255.832            | 38,52% |
| Córdoba   | 521.127         | 100%            | 313.156   | 60,09% | 20.364    | 3,90% | 27.609    | 5,29% | 2.355  | 0,45% | 363.484        | 69,74% | 157.643            | 30,25% |
| Granada   | 538.156         | 100%            | 283.817   | 52,74% | 20.375    | 3,78% | 29.005    | 5,38% | 1.803  | 0,33% | 335.000        | 62,24% | 203.156            | 37,75% |
| Huelva    | 314.357         | 100%            | 165.988   | 52,8%  | 6.808     | 2,16% | 12.889    | 4,10% | 1.070  | 0,34% | 186.755        | 59,40% | 127.602            | 40,59% |
| Jaén      | 473.328         | 100%            | 233.577   | 49,34% | 29.362    | 6,20% | 29.713    | 6,27% | 4.173  | 0,88% | 296.825        | 62,71% | 176.503            | 37,28% |
| Málaga    | 680.582         | 99.90%          | 345.234   | 50,77% | 20.969    | 3,08% | 22.090    | 3,24% | 2.770  | 0,40% | 391.063        | 57,51% | 288.900            | 42,48% |
| Sevilla   | 1.001.336       | 100%            | 652.642   | 65,17% | 30.039    | 2,99% | 42.792    | 4,27% | 4.820  | 0,48% | 730.293        | 72,93% | 271.043            | 27,06% |
| Total     | 4.478.134       | 99.98%          | 2.481.792 | 55,42% | 152.778   | 3,41% | 200.833   | 4,48% | 21.234 | 0,47% | 2.856.637      | 63,79% | 1.619.878          | 36,17% |

### Los casos de Jaén y Almería
Según lo dispuesto en los Artículos 151.1 y 151.2.4 de la Constitución Española, norma legal de máximo rango jurídico en el Reino de España, para que el proceso de constitución en Comunidad Autónoma de Andalucía siguiese adelante era necesario que en todas las provincias la mitad más uno al menos de los electores votasen afirmativamente. Esto no sucedió así en el 25% de las mismas, pues dos de las ocho provincias obtuvieron inicialmente menos del 50% de votos favorables sobre el censo emitido: Jaén y Almería.
En caso de no conseguirse esa mayoría el proceso quedaría detenido, y tendría que esperarse otros cinco años antes de volver a ser iniciado, tal y como marca el artículo 148.2, al que hace referencia el artículo 151.1 del mismo texto legal.

#### Jaén
Distintos partidos políticos (UCD, PSOE, PCA y PSA) impugnan los resultados en las provincias de Jaén, Almería y Granada, a través de recursos contencioso-electoral ante la Audiencia Territorial de Granada. De la sentencia que resuelve el litigio, hecha pública el 12 de abril de 1980 solo hay un cambio significativo, y se produce en la provincia de Jaén. La sala de lo contencioso-administrativo de la Audiencia granadina admite como válidos los votos emitidos en sobres con dos o tres papeletas del mismo signo, que habían sido computados en su momento como nulos por la Junta Electoral Provincial. Además la Audiencia desestima el recurso de UCD solicitando que se excluyan del censo electoral las personas fallecidas o incapacitadas entre el 1 de enero de 1979 y el 28 de febrero de 1980. De este modo el porcentaje de votos afirmativos para la provincia de Jaén quedó en el 50,07%.

#### Almería
En el caso de Almería se optó por reformar ad-hoc una Ley Orgánica para dejar sin efecto un precepto de una norma de rango superior, la Constitución Española. Tras largas negociaciones entre todos los partidos políticos y el Gobierno finalmente se reforma la Ley Orgánica 2/1980, de 18 de enero, sobre Regulación de las Distintas Modalidades de Referéndum. Se le da una nueva redacción a su artículo 8, de tal forma que el referéndum se considera ratificado en todas sus provincias si la mitad más uno de los electores de la futura Comunidad Autónoma en su conjunto votaron afirmativamente:

Celebrado el referéndum, si no llegase a obtenerse la ratificación por el voto afirmativo de la mayoría absoluta de los electores de cada provincia, no podrá reiterarse la iniciativa hasta transcurridos cinco años.

Esto no obstante, la iniciativa autonómica prevista en el artículo ciento cincuenta y uno se entenderá ratificada en las provincias en las que se hubiere obtenido la mayoría de votos afirmativos previstos en el párrafo anterior, siempre y cuando los votos afirmativos hayan alcanzado la mayoría absoluta del censo de electores en el conjunto del ámbito territorial que pretenda acceder al autogobierno.

Previa solicitud de la mayoría de los Diputados y Senadores de la provincia o provincias en las que no se hubiera obtenido la ratificación de la iniciativa, las Cortes Generales, mediante Ley Orgánica, podrán sustituir la iniciativa autonómica prevista en el artículo ciento cincuenta y uno siempre que concurran los requisitos previstos en el párrafo anterior.
Ley Orgánica 12/1980, de 16 de diciembre, de modificación del párrafo cuarto del artículo octavo de la Ley Orgánica reguladora de las distintas modalidades de referéndum.

Para que los dos últimos párrafos pudieran entrar en vigor de forma retroactiva, la disposición transitoria de la ley modificadora establece esa eficacia, con el siguiente texto: "Lo dispuesto en la presente Ley será de aplicación a los referéndum de ratificación de la iniciativa autonómica celebrados con anterioridad a su entrada en vigor y desde la vigencia de la Constitución.".